# أندرو ستراود
أندرو ستراود (بالإنجليزية: Andrew Stroud)‏ مواليد 31 ديسمبر 1967 في نيوزيلندا، هو متسابق دراجات نارية نيوزلندي سابق. نافس في سباقات بطولة العالم لفئة 500 سي سي. كما شارك في بطولة العالم للسوبربايك وكأس جزيرة مان السياحية.

## روابط خارجية
- أندرو ستراود على موقع MotoGP.com (الإنجليزية)
- أندرو ستراود على موقع WorldSBK.com (الإنجليزية)